# Grotesco
Grotesco és una sèrie d'humor sueca creada pel grup de còmics amb el mateix nom. La sèrie es va emetre durant tres temporades entre el 2007 i el 2017 a la SVT amb un total de 25 episodis autònoms.

## Història
L'episodi pilot de la sèrie es va emetre sota el nom Grotesco Reial 2006, com a part de la Humorlabbet, un programa-concurs d'humor de la SVT, on competien diferents grups de còmics. Grotesco va guanyar el concurs i el premi va ser produir tota una sèrie de vuit episodis que va ser emesa per la SVT1 durant l'octubre de 2007. Aquesta primera temporada de la sèrie va ser dirigida per Filip Telander, Michael Lindgren i Erik Wernquist.

## Sèrie

### Temporada 1 (2008)
La primera temporada es va estructurar en vuit episodis autònoms; cada un construït a partir d'un tema diferent i fent referències a diferents gèneres cinematogràfics i televisius. La temporada es va emetre al canal SVT1 durant la tardor de 2007.

### Temporada 2 (2010)
La segona temporada de Grotesco va ser emesa es va emetre durant el novembre i el desembre de 2010. De la mateixa manera que la primera temporada, la segona va constar de vuit episodis autònoms. No obstant, en aquesta temporad es va introduir el personatge de Mollberg, que hi era present en tots els episodis.

### "Set obres mestres de Grotesco" (2017)
La tercera temporada de Grotesco va ser anomenada "Set obres mestres de Grotesco" i es va emetre a la SVT en 2017 des de setembre fins a desembre televisió el 3 de novembre de 2017 amb el nom de "Grotescos set obres mestres". El seu primer episodi "Flyktingkrisen - en musikal", on es tracta amb humor el desenvolupament del conflicte dels refugiats a Suècia, va rebre el prestigiós premi de televisió Rose d'Or en 2018.

## Miniput 2018
El primer episodi de la tercera temporada, "Flyktingkrisen - en musikal" va ser emès al CCCB l'1 de desembre de 2018, en el marc de la 24a edició fetival de televisió MINIPUT i va comptar amb la presència del seu director Michael Lindgren.